# Pic minium
Chrysophlegma miniaceum
Espèce
Statut de conservation UICN

 LC  : Préoccupation mineure
Le Pic minium (Chrysophlegma miniaceum) est une espèce d'oiseau de la famille des Picidae.

## Répartition et sous-espèces
D'après Alan P. Peterson, il existe quatre sous-espèces :
- Chrysophlegma miniaceum malaccense (Latham, 1790) — péninsule Malaise, Sumatra, Bangka, Belitung et Bornéo ;
- Chrysophlegma miniaceum miniaceum (Pennant, 1769) — Java ;
- Chrysophlegma miniaceum niasense Buttikofer, 1896 — Nias ;
- Chrysophlegma miniaceum perlutum (Kloss, 1918) — au nord de l'isthme de Kra.

## Galerie

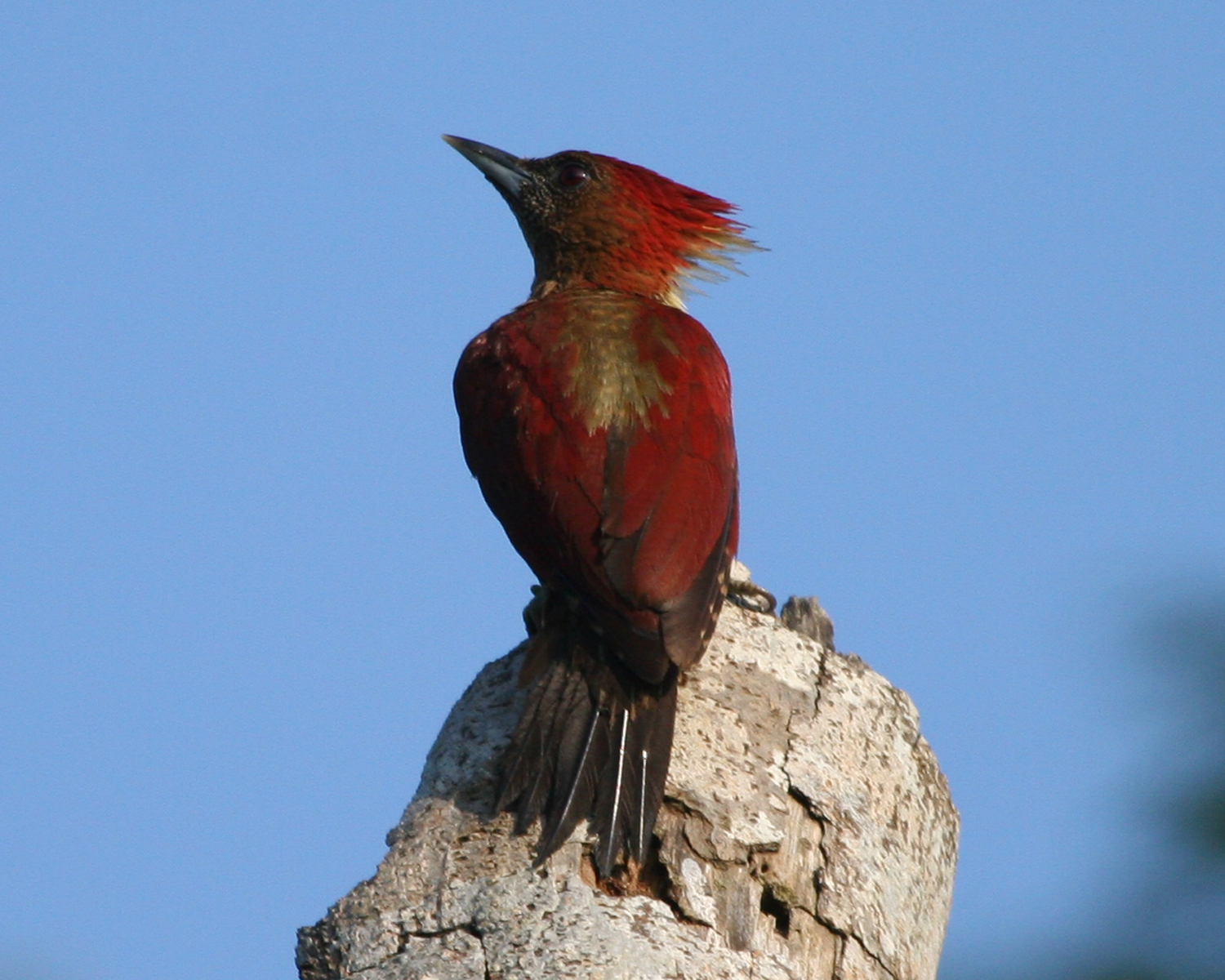
Individu femelle en Malaisie.
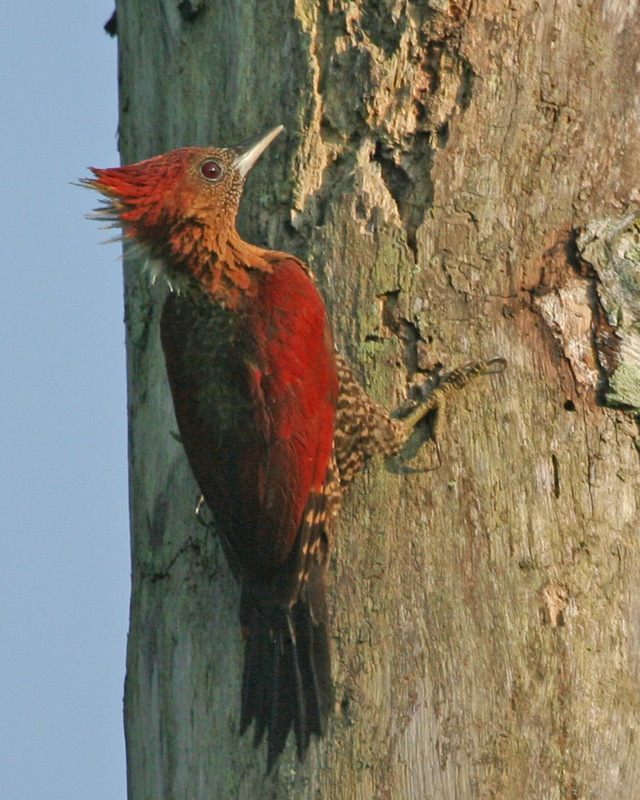
Une femelle en Malaisie.
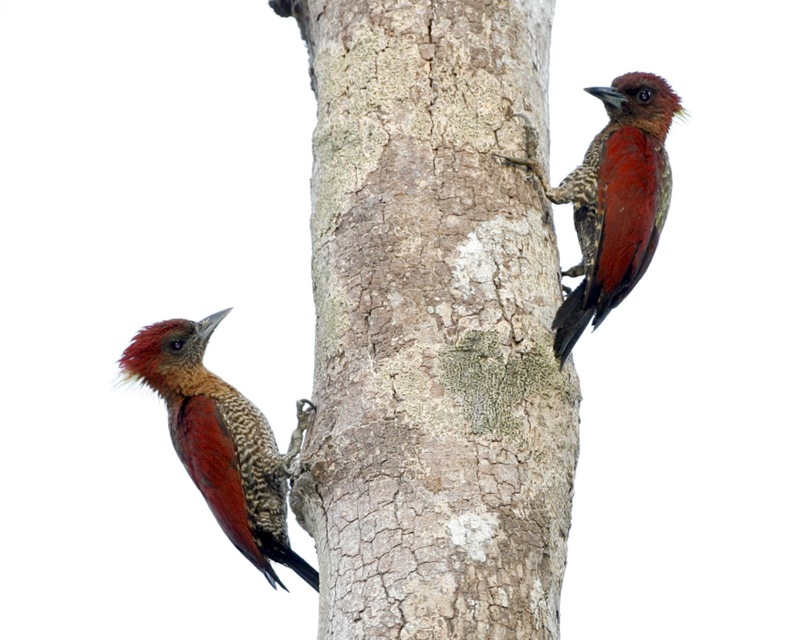
Femelle à gauche, mâle à droite.